# Kristian Bergström
Dan Göran Kristian Bergström, född 8 januari 1974 i Åtvids församling, är en svensk före detta fotbollsspelare som under sin karriär spelade i Allsvenskan för IFK Norrköping, Malmö FF och Åtvidabergs FF. Bergström har två barn.

## Karriär och meriter
Bergström debuterade som ung spelare i Åtvidaberg FF:s A-lag i Division 2 Östra Götaland. 1995 var han med när klubben gick upp i Division 1 samtidigt som Bergström kunde etablera sig som ordinarie spelare. 1998 värvades han av IFK Norrköping. Han inledde karriären till vänster på mittfältet, men i och med återkomsten till moderklubben Åtvidabergs FF inför säsongen 2004 skolades han om till offensiv innermittfältare, för att sedan återigen användas som vänstermittfältare i slutet av sin karriär.
Bergström har spelat två landskamper för Sveriges fotbollslandslag; två inomhuslandskamper vintern 2001 mot Färöarna (0–0 i Växjö) och Finland (0–1 i Jönköping).
Den 10 april 2012 blev Bergström Åtvidabergs meste målskytt genom alla tider, när han gjorde 5–1 mot Gefle. Det var hans 111:e serie- och kvalmål för klubben. Bergström gjorde mellan 1998 och 2015 minst ett mål per år under arton raka säsonger i allsvenskan och superettan. Han blev i sista omgången 2014 historiens äldsta målskytt i Allsvenskan. Han slog sedan sitt eget rekord tre gånger under 2015, sista gången när han 41 år, 6 månader och 24 dagar gammal gjorde 1-0 mot Malmö FF på Kopparvallen den 1 augusti 2015. Tidigare under 2015 hade han meddelat att denna säsong skulle bli hans sista som spelare.